# Тайска писменост
Тайската писменост е използваната писменост на тайския език и някои малцинствени езици на територията на Тайланд. По вид писмеността се класифицира като абугида.

## История и разпространение
Създаването на тайската писменост се приписва на тайски владетел от края на 13 век, като първият засвидетелстван надпис е от 1283 година. Приликите с кхмерската писменост показват, че или тайската писменост е била изведена от кхмерската, или най-малкото силно повлияна от нея. Тъй като последната е дъщерна писменост на древноиндийското брахми, могат да бъдат открити много общи черти между тайската писменост и съвременните индийски писмености, като например деванагари. Тайската писменост добива окончателния си вид през 17 век.

## Особености
Тайската писменост спада към разновидността абугида, т.е. буквите обозначават съгласните звукове, а гласните се отбелязват чрез диакритики под, над или отстрани на буквата. Съвременната тайска абугида има 44 букви, които, ако нямат диакритики, се четат с последващ гласен звук а, ако се намират в края на думата, и о в другите случаи. Често различни букви се произнасят по един и същи начин, като големият им брой се дължи на факта, че много от звуците, съществуващи в древноиндийските езици, и съответно брахми, не се появяват в тайската реч.
Понеже тайският език е тонален, освен диакритики за гласните звукове има и такива, отбелязващи тона на сричката. Интересен е фактът, че при тайската писменост няма разграничител на думите, вместо това интервалът бележи края на изречение. Посоката на писане е като на български – от ляво надясно, с редовете от горе надолу.

## Компютърна поддръжка
Буквите и пунктуационните знаци от тайската писменост са определени в уникод интервала от U+0E00 до U+0E7F.